# Maxi Kleber

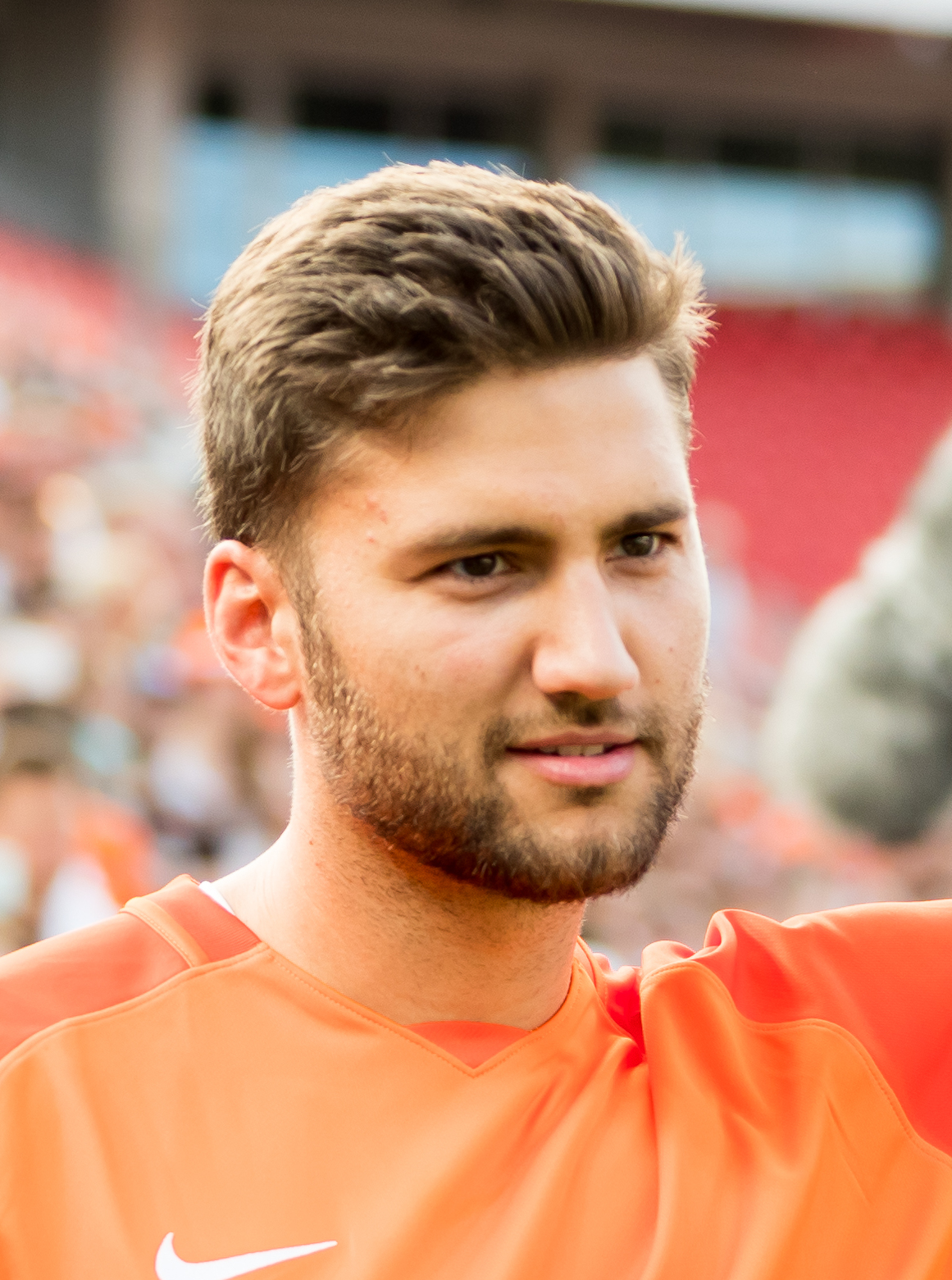
Maxi Kleber, 2019.

Maximilian "Maxi" Kleber, född 29 januari 1992 i Würzburg, är en tysk professionell basketspelare (PF) som spelar för Los Angeles Lakers i National Basketball Association (NBA). Han har tidigare spelat för Dallas Mavericks.
Kleber har tidigare spelat som proffs i Spanien och Tyskland.
Han blev aldrig NBA-draftad.